# Guandu (köping i Kina, Henan)
Guandu (kinesiska: 官渡, 官渡镇) är en köping i Kina. Den ligger i provinsen Henan, i den centrala delen av landet, omkring 40 kilometer öster om provinshuvudstaden Zhengzhou. Antalet invånare är 52 311. Befolkningen består av 25 754 kvinnor och 26 557 män. Barn under 15 år utgör 25,0 %, vuxna 15-64 år 67 %, och äldre över 65 år 7,0 %.
Genomsnittlig årsnederbörd är 681 millimeter. Den regnigaste månaden är juli, med i genomsnitt 182 mm nederbörd, och den torraste är januari, med 4 mm nederbörd.